# Jackson Bews
Jackson Bews (* 1993) ist ein britischer Schauspieler.

## Leben
Bews debütierte 2011 im Kurzfilm Welcome to Leathermill. Er übernahm 2012 eine Episodenrolle in der Fernsehserie Doctors, ehe er 2013 unter anderen eine größere Rolle im Fernsehfilm Robocroc übernahm. 2014 spielte er in den Filmen Vampire Academy und Maleficent – Die dunkle Fee mit. 2016 hatte er eine Besetzung in der Episode San Junipero der Fernsehserie Black Mirror, die einen Emmy Award gewinnen konnte. 2019 hatte er eine Episodenrolle in der Mini-Serie Catch-22 und dem Spielfilm Kat and the Band.

## Filmografie
- 2011: Welcome to Leathermill (Kurzfilm)
- 2012: Doctors (Fernsehserie, Episode 13x205)
- 2013: Mayday (Mini-Serie, 2 Episoden)
- 2013: Robocroc (Fernsehfilm)
- 2013: The Psychopath Next Door (Fernsehfilm)
- 2013: Heart of Nowhere (Kurzfilm)
- 2014: Vampire Academy
- 2014: Maleficent – Die dunkle Fee (Maleficent)
- 2014: Pathfinders (Kurzfilm)
- 2015: Social Suicide
- 2016: Suspects (Fernsehserie, Episode 5x03)
- 2016: Black Mirror (Fernsehserie, Episode 3x04)
- 2018: Eyes and Prize
- 2019: Catch-22 (Mini-Serie, Episode 1x04)
- 2019: Kat and the Band